# Okap pod Dzwonem
Okap pod Dzwonem – schronisko u północnego podnóża skały Dzwon w Dolinie Kobylańskiej na Wyżynie Olkuskiej będącej częścią Wyżyny Krakowsko-Częstochowskiejref. Znajduje się w granicach wsi Kobylany w województwie małopolskim, w powiecie krakowskim, w gminie Zabierzów.

## Opis obiektu
Jest to niewielka nyża w skale. Ma szeroki, ale niewysoki otwór i lekko wznoszący się spąg. Schronisko powstało w skalistych późnojurajskich wapieniach. Brak nacieków. Na skałach przy otworze rozwijają się glony, porosty i paprocie. Zwierząt nie zaobserwowano.
Po raz pierwszy schronisko wzmiankowali K. Baran i T. Opozda przy opisie drogi wspinaczkowej. Dokumentację i plan sporządził J. Nowak w czerwcu 2003 r.

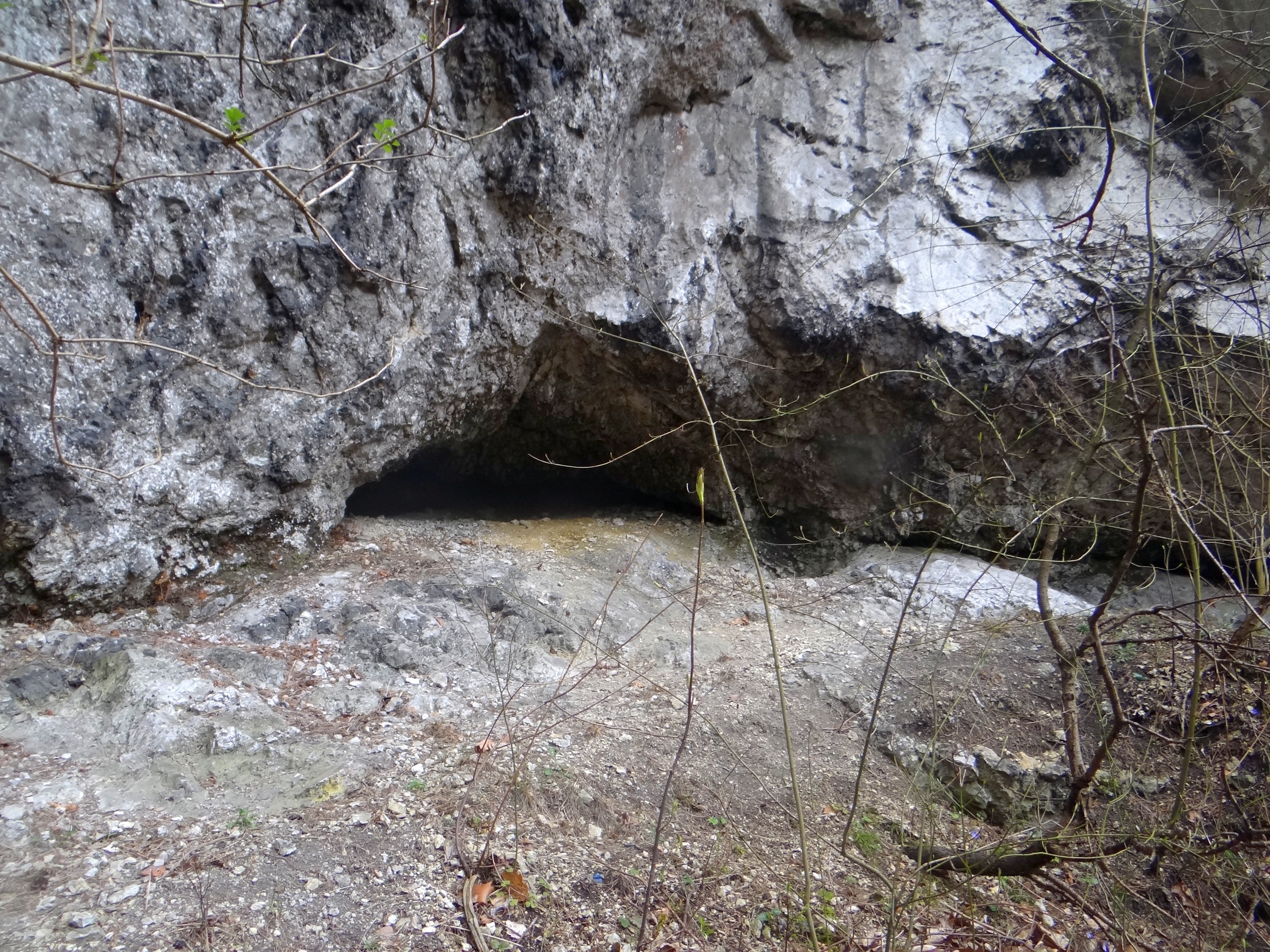
Otwór